# أبوك (أسطورة)
أبوك أو بوك أو كول (بالإنجليزية: Abuk or Buk  or Acol)‏ هي المرأة الأولى في أساطير الدنكا (جنوب السودان)، كانت الربة القائدة للنساء والحدائق. شعارها أفعى صغيرة، المرأة البدائية، أو الأولى، التي ارتقت إلى المكانة الإلهية؛ راعية آلهة النساء والحدائق. ترأست أبوك أنشطة المرأة، وخاصة زراعة الدخن.

## الأسطورة
في أحد الأيام شعرت أبوك بالجوع بشكل خاص، لذا فقد زرعت العديد من حبوب الدخن. لقد استخدمت مجرفة طويلة للقيام بالزراعة. في ذلك الوقت كانت السماء قريبة جدًا من الأرض، فضربت أبوك بالخطأ نياليك (الإله الأعلى) بمجرفتها، هذا أغضب نياليك لدرجة أنه قطع الحبل بين الأرض والسماوات، وانسحب من التدخل في الشؤون الإنسانية، ولهذا السبب، كان على الناس العمل بجد من أجل طعامهم، وجاء المرض والموت إلى العالم. وفي بعض التقاليد، كانت أبوك أم دنغ، إله المطر والخصوبة والوسيط بين البشر والإله الأعلى.

## الخلق والوظيفة
أبوك هي أول امرأة تم خلقها إلى جانب نظيرها الذكر، قرنق. وهي في نفس الوقت شخصية تشبه حواء، الأصل البدائي، ولها السيادة على المياه وتوزيعها، والمرأة وأي شيء يتعلق بها، والخصوبة وما ينمو، سواء كان هؤلاء أطفال في رحم أم ثمار الحديقة.
أبوك تترأس أنشطة نساء دينكا التقليدية: زراعة الدخن وتخمير بيرة الدخن. إن ابنها دينج هو إله سماوي له سيطرة على المطر والعواصف والخصوبة، تشبه في نطاقها بعل أو زيوس أو شانجو.
لا يزال أبوك هو الاسم الأكثر شهرة الذي يطلق على بنات الدينكا. إنها تحقق النجاح في مساعيك، والوفرة، والسلامة، والصحة الجيدة. حيوانها الأفعى، وخاصة الثعابين الرمادية الصغيرة. (قد تظهر في هذا النموذج، وقد تستخدم لتمثيلها على مذبح أو في طقوس) نباتاتها: الدخن، السمسم. قربانها: البيرة، من الناحية المثالية في المنزل؛ الدخن؛ الفواكه والخضروات والأعشاب من الحديقة الخاصة بك.

## أبوك وجرانج
أبوك وجرانج (بالإنجليزية: Abuk and Garang)‏ في الأساطير الأفريقية (ولا سيما في شرق السودان) هما أول رجل وامرأة. کانا صغيرين جدًا ونحيلين ومصنوعين من الطين، وعندما فتح الصندوق الذي كانا فيه أصبحا كبيرين. ولقد خصص لهما الوجود الأعظم حبة واحدة من القمح كل يوم، غير أن أبوك كانت جشعة وأنانية فطحنت أكثر من حبة، وهكذا ارتبط اسمها بإنتاج القمح والبساتين والمياه، وكانت أيضا راعية النساء. يرمز لها بالحبة.